# Kabupaten Mamasa
Kabupaten Mamasa är ett kabupaten i Indonesien.   Det ligger i provinsen Sulawesi Barat, i den centrala delen av landet, 1 400 km öster om huvudstaden Jakarta. Antalet invånare är 140 082.